# آتیلا چیهار
آتیلا چیهار (به مجاری: Attila Csihar) (زادهٔ ۲۹ مارس ۱۹۷۱) که با لقب «وید آو ویسز» هم شهرت دارد، خوانندهٔ بلک متال اهل مجارستان است. او بیشتر به خاطر اجرای‌اش در آلبوم مناسک محرمانهٔ لُرد شیطان گروه میهم شناخته شده است. ایان کریست در کتابی که به تاریخ هوی متال پرداخته‌است، صدای چیهار را «اُپرایی» توصیف کرده است.

## فعالیت‌های حرفه‌ای
چیهار فعالیت حرفه‌ای موسیقی خود را با گروه متال مجارستانی تورمنتور آغاز کرد که باعث شهرت او در محافل موسیقی بلک‌متال شد. در سال ۱۹۹۳، گروه نروژی میهم او را برای اجرای آواز آلبوم «مناسک محرمانهٔ لرد شیطان» دعوت به همکاری کرد. ضبط این آلبوم، که قطعات آن از سال ۱۹۸۷ آماده شده بود، به دلایل مختلفی از جمله خودکشی دد (خواننده گروه) و قتل یورونیموس (گیتاریست) تا آن زمان به تعویق افتاده بود. پس از این آلبوم، چیهار همکاری خود را با گروه‌هایی مانند پلاسما پول، آبوریم و کوروگ ادامه داد. او در سال ۲۰۰۴ نیز در ضبط یک ترانه با گروه دوم/پاور امبینت آمریکایی Sunn O))) همکاری کرد. چیهار که به‌عنوان یکی از اعضای نهان گروه سان شناخته می‌شود، در برخی اجراهای زندهٔ آنها در تور اروپایی‌شان هم با آن‌ها همکاری کرده است.
در سال ۲۰۰۴ و پس از جدایی سون اریک کریستینسن از گروه میهم، چیهار از آبوریم جدا شد و به میهم پیوست. آخرین همکاری او با آبوریم در ترانهٔ «Man Bites God» از آلبوم Generator‏ (۲۰۰۶) بوده‌است. بریال چمبر تریو گروه دیگری است که چیهار در آن با آرن آمبرچی (موسیقی‌دان) و گرگ اندرسن (گیتاریست گروه سان) همکاری می‌کند. تابه‌حال از بریال چمبر تریو ۱ آلبوم استودیویی و ۱ آلبوم لایو منتشر شده‌است.
چیهار از سال ۲۰۰۷ در کنسرت‌های میهم و سان، از ماسک‌های مخوفی که هنرمند مصری نادر سادک برای‌اش می‌سازد استفاده می‌کند.

## زندگی خصوصی
چیهار تجربهٔ ۱ ازدواج منجر به طلاق داشته که حاصل آن ۲ فرزند است. او در بوداپست زندگی می‌کند.